# Лудовика Кристина Савойска
Лудовика Кристина Савойска или Луиза Кристина Савойска (на италиански: Ludovica Cristina di Savoia, Luisa Cristina di Savoia; * 27 юли 1629, Замък „Валентино“, Торино, Савойско херцогство; † 14 май 1692, Вила на кралицата, Савойско херцогство) е принцеса от Савойската династия и чрез брак губернаторка на Ница, княгиня на Онеля (подселище на дн. Империя) и маркграфиня на Арджентера и Берзецио.

## Произход
Тя е най-голямата дъщеря и второ дете на Виктор Амадей I Савойски (* 1587, † 1637), херцог на Савоя, и на съпругата му принцеса Кристина Бурбон-Френска (* 1606, † 1663). Нейни дядо и баба по бащина линия са Карл Емануил I Савойски, херцог на Савоя, и Каталина-Микаела Испанска, а по майчина – кралят на Франция Анри IV и Мария де Медичи. Тя е първа братовчедка на краля на Франция Луи XIV и на краля на Англия Чарлз II, и първата смесила кръвта на кралете на Франция Анри II дьо Валоа (последният Валоа дал наследници), неин прапрадядо, и на Анри IV дьо Бурбон, неин дядо. Има трима братя и три сестри:
- Лудвиг Амадей (* 1622; † 1628), принц на Савоя
- Франц Хиацинт (* 1632; † 1638), 13-и херцог на Савоя (1637 – 38)
- Карл Емануил II (* 1634; † 1675), 14-и херцог на Савоя (1638 – 75), баща на Виктор Амадей II и съпруг на Франсоаза-Магдалена Орлеанска и на Мария Йоанна Батиста Савойска-Немур
- Маргарита Виоланта (* 1635; † 1663), херцогиня на Парма и Пиаченца като съпруга на Ранучо II Фарнезе
- Катерина Беатриса (* 1636; † 1637), принцеса на Савоя
- Хенриета Аделхайд (* 1636; † 1676), курфюрстина на Бавария като съпруга на Фердинанд Мария Баварски.

## Биография
Раждането ѝ е посрещнато с ентусиазъм, защото преди да се роди, родителите ѝ губят син и с нетърпение очакват нов наследник. Въпреки това, тъй като е жена и поради Салическия закон, тя не може да наследи Савойското херцогство, което по времето на нейното раждане е управлявано от дядо ѝ Карл Емануил I Савойски. Говори се, че е извънбрачна и е плод на предполагаемата афера на майка ѝ с френски придворен на име „Помьоз“.
Баща ѝ умира през 1637 г. и е наследен от по-малкият ѝ брат Франц Хиацинт, който обаче умира през 1638 г. на 6-годишна възраст. Следователно майка ѝ си осигурява регентството за втория ѝ брат Карл Емануил II, но позицията му е оспорвана от чичовците му Томас Франциск Савойски и Маврикий Савойски, които започват война. Тази война кара двамата мъже да избягат в Испания, за да търсят подкрепа, която не им е предоставена. Майката на Лудовика бързо излиза победителка от конфликта благодарение на подкрепата на брат си, френският крал Луи XIII.
Обратно в Савоя, Лудовика Кристина е сгодена за чичо си Маврикий, за да запечата помирението му с майка ѝ. Сватбата се състои в Ница на 21 септември 1642 г., след като Маврикий, преди това кардинал, получава разрешение от папа Урбан VIII да се ожени. 13-годишната булка и 49-годишният ѝ съпруг се установяват в Ница, където Маврикий е току-що назначен за губернатор – още един знак за помирение. Бракът е бездетен.
Съпругът ѝ умира на 3 октомври 1657 г. от инсулт, оставяйки я вдовица на 27 години и завещавайки ѝ голямата си колекция от произведения на изкуството, както и огромните си дългове. В Торино тя живее във вилата на съпруга си – Вила на кралицата, чиято структура е подобрена от Амедео ди Кастеламонте. Тя също възлага на Камило Гуарино Гуарини задачата да обнови църквите на Савоя.
Умира във вилата си в Торино през 1692 г. на 62-годишна възраст и оставя имота на съпругата на племенника си, принцеса Анна-Мария Орлеанска.